# Carduus ramosissimus
Carduus ramosissimus là một loài thực vật có hoa trong họ Cúc. Loài này được Pančić mô tả khoa học đầu tiên năm 1875.